# Fabià Estapé i Rodríguez
Fabià Estapé i Rodríguez   (Portbou, 14 de setembre de 1923 - Lleó, 31 de gener de 2012) fou un economista, polític, professor universitari català. Fou rector de la Universitat de Barcelona en dos períodes (1969-1971 i 1974-1976).

## Biografia
Nasqué el 14 de setembre de 1923 a Portbou, Alt Empordà. Estudià Dret a la Universitat de Barcelona, on es llicencià el 1946. L'any 1953 es doctorà a la Universitat Central de Madrid. El 1954 fou nomenat professor d'Història econòmica de la Universitat de Barcelona, de la qual posteriorment en fou catedràtic, degà de la Facultat de Ciències Econòmiques i rector en dues ocasions (1969-1971 i 1974-1976). Durant aquest període va encarregar pintures de rectors per actualitzar la col·lecció de la galeria de la Universitat de Barcelona. Durant els seus rectorats, d'altra banda, també es publicaren nombroses obres sobre la història de la Universitat de Barcelona.
Fou comissari adjunt del pla de desenvolupament (gener-juny del 1972), membre del Consejo Superior de Hacienda Pública (1974) i difusor de l'escola històrica i institucionalista (Galbraith). Fou professor convidat de la Universitat Pompeu Fabra. Entre 1959 i 1961, sent president Francesc Miró-Sans, fou comptable de la directiva del Futbol Club Barcelona. L'any 1979 fou distingit col·legiat d'honor del Col·legi d'Economistes de Catalunya. L'any 1997 fou nomenat vicepresident d'ENHER.
Fou militant del Partit Socialista Unificat de Catalunya (PSUC), així com membre del sindicat Comissions Obreres (CCOO). Guardonat amb la Legió d'Honor pel Govern francès i amb la Creu d'Alfons X el Savi, l'any 1990 fou guardonat amb la Creu de Sant Jordi concedida per la Generalitat de Catalunya.
Fou autor de nombroses monografies i articles a publicacions periòdiques i realitzà nombrosos articles en premsa, així com participà en debats tertúlies a televisió i ràdio, on destacà com a bon orador, ben documentat i amb un personal sentit de l'humor.
Morí el 31 de gener de 2012 a Lleó (Espanya), als vuitanta-vuit anys, a causa d'un atac de cor.

## Activitat econòmica
Considerat l'introductor a Espanya dels estudis dels economistes Joseph Schumpeter i John Kenneth Galbraith, el 1957 fou guardonat amb el Premi Nacional de la Fundació Juan March pels seus estudis sobre el desenvolupament econòmic espanyol. Entre 1972 i 1974 fou assessor de la Comissió Consultiva que va desenvolupar el Plan de desarrollo durant el franquisme.

## Obres
És autor entre altres títols:
- 1959: La quiebra de Barcelona Traction
- 1963: Las inversiones en enseñanza y el desarrollo económico
- 1971: La reforma tributaria de 1845
- 1971: 'Ensayos sobre historia del pensamiento económico. Barcelona: Ariel, 1971. Laurena Figuerola.
- 1990: Una perspectiva española
- 1999: De tots colors: memòries. Barcelona: Edicions 62. Biografies i memòries, 42., Premi Gaziel
- 2001: Vida y obra de Ildefonso Cerdá
- 2002: Agoreros y demagogos: la economía de España desde 1996 [artículos]. Barcelona: Debolsillo. ISBN 8484508323.
- 2004: El joc de viure
- 2006: Deu Grans Catalans

## Publicacions
- Estapé, Fabià. Algunos comentarios a la publicación del "Ensayo sobre la naturaleza del comercio en general" de Cantillón. Madrid: [s.n.], 1951.
- Estapé, Fabià. Consideraciones en torno al presente y al futuro de la economía de Aragón. S.l: s.n., 1959.
- Estapé, Fabià. Converses amb Fabian Estapé: gravacions per una biografia. Bellaterra: Servei de Publicacions de la Universitat Autònoma de Barcelona, 1989. ISBN 8474883938.
- Estapé, Fabià. Ensayos sobre economía española. Barcelona: Ariel, 1972. Laureano Figuerola.
- Estapé, Fabià. La Herencia que recibe el año 2000 de los investigadores económicos más destacados del siglo actual. Madrid: Real Academia de Ciencias Morales y Políticas, 2000.